# Jean Cousin cel Bătrân
Jean Cousin (n. 1490, Sens, Bourgogne, Franța – d. 1560, Paris, Regatul Franței) a fost un pictor, sculptor, gravor, gravor și geometru francez. El este cunoscut sub numele de „Jean Cousin cel Bătrân” pentru a-l distinge de fiul său Jean Cousin the Younger, de asemenea artist.

## Carieră
Cousin s-a născut la Soucy, lângă Sens, și și-a început cariera în orașul natal, studiind pictura pe sticlă sub îndrumarea lui Jean Hympe și Grassot. În același timp, a studiat matematica și a publicat o carte de succes pe această temă. De asemenea, a scris despre geometrie în timpul studenției sale. În 1530 Cousin a terminat ferestrele Catedralei din Sens, subiectul ales fiind „Legenda Sfântului Eutropie”. De asemenea, a pictat ferestrele multor castele nobile din oraș și din jurul orașului. Cea mai recentă dată a vreunei lucrări de la Sens, 1530, indică faptul că acesta este anul în care a plecat la Paris, unde a început să lucreze ca orfevru; dar cantitatea și tipul producțiilor sale în metale prețioase sunt la fel de necunoscute.
La Paris, Cousin și-a continuat cariera de pictor pe sticlă și a realizat cea mai cunoscută lucrare a sa, ferestrele de la Sainte-Chapelle din Vincennes. Ulterior, s-a dedicat picturii în ulei și a fost considerat primul francez care a folosit acest nou mediu. Tablouri care îi sunt atribuite, toate de mare valoare, se găsesc în câteva dintre marile colecții europene, dar, cu excepția „Judecății de Apoi”, niciunul nu este cunoscut ca fiind autentic. Pentru o lungă perioadă de timp această lucrare a rămas neglijată în sacristia bisericii Minimilor, Vincennes, până când a fost salvată de un preot și transferată la Luvru. Se spune că este primul tablou francez care a fost gravat.
A fost, de asemenea, ilustrator de cărți, realizând numeroase desene pentru gravuri în lemn și adesea le-a executat el însuși. „Biblia”, publicată în 1596 de Le Clerc, și Metamorfozele și Epistolele⁠(d) lui Ovidiu (1566, respectiv 1571) conțin cele mai remarcabile lucrări ale sale ca ilustrator. Cousin a schițat și gravat multe plăci după maniera lui Parmigianino⁠(d), căruia i-a fost atribuită invenția gravurii. A creat, de asemenea, sculpturi, printre care, se crede, mausoleul amiralului Philippe de Chabot⁠(d). Pe lângă primele sale scrieri despre matematică, el a publicat, în 1560, un tratat despre perspectivă și, în 1571, o lucrare despre pictura portretistică. În timpul vieții sale, Cousin s-a bucurat de favoarea și a lucrat pentru patru regi ai Franței: Henric al II-lea, Francisc al II-lea, Carol al IX-lea și Henric al III-lea. Dintre picturile sale, trebuie amintite miniaturile din cartea de rugăciuni a lui Henric al II-lea, aflată în prezent în  Bibliothèque Nationale; printre schițele și gravurile sale sunt și, Buna Vestire și Convertirea Sfântului Pavel; drintre gravurile sale în lemn, Entrée de Henry II et Catherine de Médicis à Rouen (1551; carte disponibilă aici[nefuncțională – arhivă]
 ).
A murit la Sens, dar data morții sale este incertă.